# 유틸리티 소프트웨어
유틸리티 소프트웨어(Utility software, 문화어: 봉사소프트웨어, 봉사프로그램, 편의프로그램)는 컴퓨터 소프트웨어의 하나로, 컴퓨터의 동작에 필수적이지는 않지만 컴퓨터를 이용하는 주 목적에 대한 부차적인 일부 특정 작업을 수행하는 소프트웨어를 두루 가리킨다.
유틸리티 소프트웨어는 컴퓨터를 분석, 구성, 최적화 또는 유지 관리하도록 설계된 시스템 소프트웨어이다. 일반 사용자에게 이익이 되는 작업을 직접 수행하기 위한  응용 소프트웨어와 달리 컴퓨터 인프라(computer infrastructure)를 지원하는 데 사용된다.
즉, 컴퓨터 하드웨어, 운영 체제, 응용 소프트웨어를 관리하는 데 도움을 주도록 설계된 프로그램을 말한다. 서비스 프로그램, 유틸리티 루틴(utility routine)이라고도 한다. 이와 반대말은 소프트웨어 제품군이다. 유틸리티 소프트웨어는 대부분 주 운영 체제에 오랫동안 통합되었다.

## 예
- 디스크 조각 모음
- 화면 보호기
- 암호 해제
- 바이러스 검사 소프트웨어
- 응용 프로그램 실행기
- 이진 파일/16진/텍스트 편집기
- 압축/압축 해제 프로그램

## 참조
1. ↑  Utility software - Dictionary.com

## 같이 보기
- 소프트웨어 제품군